# Ovios septentrionis
Ovios septentrionis là một loài bướm đêm trong họ Noctuidae.